# Kabinett Brill
Das Kabinett Brill war die nach dem Ende des Zweiten Weltkrieges von der US-Armee ernannte Provinzialregierung Thüringens. Sie wurde am 9. Juni 1945 ernannt und amtierte bis zum 16. Juli 1945. Zum Regierungspräsident wurde der Sozialdemokrat Hermann Brill ernannt. Die erste thüringische Nachkriegsregierung wurde durch die Sowjetische Militäradministration nach der Besetzung Thüringens durch die Rote Armee am 2. Juli 1945 zunächst bestätigt, jedoch am 15. Juli 1945 entlassen und durch eine Regierung unter Rudolf Paul ersetzt.
Die Regierungsmitglieder trugen den Titel Regierungsdirektor. Ihnen unterstanden als Vorläufer von Ministerien Landesämter.
| Amt                                         | Name                                             | Partei | Partei  |
| ------------------------------------------- | ------------------------------------------------ | ------ | ------- |
| Regierungspräsident                         | Hermann Brill                                    |        | SPD     |
| Landesamt des Inneren                       | Hermann Brill kommissarisch bis 2. Juli 1945     |        | SPD     |
| Landesamt des Inneren                       | Friedrich Buchwald                               |        | SPD     |
| Landesamt für Finanzen                      | Leonhard Moog                                    |        | DP      |
| Landesamt für Volksbildung                  | Walter Wolf                                      |        | KPD     |
| Landesamt für Industrie, Handel und Gewerbe | Alphons Gaertner                                 |        | DP      |
| Landesamt für Land- und Forstwirtschaft     | Alphons Gaertner kommissarisch bis 21. Juni 1945 |        | DP      |
| Landesamt für Land- und Forstwirtschaft     | Max Kolter                                       |        | Zentrum |
| Landesverkehrsamt                           | Georg Appell                                     |        | SPD     |
| Landesarbeitsamt                            | Ernst Busse                                      |        | KPD     |